# Orquesta Sinfónica de Xalapa
La Orquesta Sinfónica de Xalapa es una orquesta con sede en la ciudad de Xalapa, Veracruz y forma parte de la Universidad Veracruzana. Su fundación se remonta al año de 1929 por lo que es considerada como la orquesta sinfónica más antigua de México.

## Historia
La orquesta sinfónica de Xalapa tiene sus antecedentes en la Banda de Rurales del Estado, fue creada en 1886 para amenizar el acto inaugural de la Escuela Normal Veracruzana, una de las primeras en toda Latinoamérica. La banda continuó funcionando hasta finales de la revolución mexicana, cuando paso a reorganizarse cambiando su nombre a Banda de Música del Estado. En abril de 1929, el gobernador del estado Adalberto Tejeda,  propuso la idea de formar una orquesta sinfónica. La idea fue comentada a Genaro Ángeles, jefe del Departamento Universitario (Antecedente de la Universidad Veracruzana), quien expuso el asunto a los músicos involucrados y los reunió con el Mtro. Juan Loman y Bueno, quien sería el primer director de la orquesta. En mayo de 1929, una partida presupuestal fue destinada a la naciente orquesta con el compromiso de que se presentará en los actos organizados por el Departamento Universitario y se estrenará una obra del repertorio sinfónico por lo menos una vez al mes. El primer concierto de la Orquesta Sinfónica de Xalapa se realizó el 21 de agosto de 1929 en el antiguo Teatro Lerdo de la ciudad de Xalapa. Desde 1975, la Orquesta forma parte de la Universidad Veracruzana.

## Sede
El Teatro del Estado de la ciudad de Xalapa fue la sede de la Orquesta Sinfónica de Xalapa hasta 2013, cuando se trasladó a Tlaqná Centro Cultural en el Campus para la Cultura las Artes y el Deporte de la Universidad Veracruzana (CCAD) de Xalapa, Veracruz. 

### Tlaqná, Centro Cultural
Durante el año de 2006, el director en turno de la OSX, Carlos Miguel Prieto comenzó las gestiones necesarias para el desarrollo de un hogar definitivo para la OSX. Largas juntas desembocaron con las comitivas universitarias y de gobierno, dando origen al proyecto de un complejo cultural con el mejor equipo para desarrollar música orquestal.
La obra fue encomendada al arquitecto Enrique Murillo, quien en colaboración con el experto en acústica Alejandro Luna, diseñaron un recinto en el que la música pudiese ser interpretada de manera efectiva y sin esfuerzo para los músicos. Una obra de tal calibre requirió la colaboración de uno de los acustólogos más importantes a nivel internacional, por lo que se contactó a Larry Kirkegard para configurar “La idea acústica” de la sala.
La sala no necesita de micrófonos para la correcta interpretación de la música orquestal, se trabajó de cerca con músicos, arquitectos y acustólogos para conseguir la mejor calidad sonora. Por lo que a través de 7 años que duró su construcción, se afinaron los más mínimos detalles.
El apoyo de las nuevas tecnologías, con simuladores digitales, fueron de gran apoyo en los laboratorios de Kirkegaard. De esta manera, se fueron moldeando los diferentes ángulos y curvas de la caja acústica. Incluso el muro escultórico, diseñado por el maestro Hiroyuki Okumura, tuvo que ser evaluado acústicamente y recibió normas, como la profundidad máxima y mínima del bajo relieve, en sus diferentes alturas respecto al plafond.
De las especificaciones técnicas de los servicios, la más estudiada e importante fue el diseño y cálculo de los sistemas de inyección y extracción de aire acondicionado, pues éste no debe producir murmullo alguno. Su inyección es a través de una gran cámara presurizada, ubicada en un nivel inferior a las butacas, y fluye hacia la sala a través de rejillas instaladas debajo de cada butaca, a una velocidad tan baja que no genera ruido. Los equipos enfriadores fueron fabricados en Canadá con la tecnología de punta que requieren estos espacios.

## Directores
- Juan Lomán y Bueno
- José Ives Limantour (1944-1952, 1967-1969)
- Luis Ximénez Caballero (1952-1962)
- Francisco Savín (1963-1967,1984-1986, 1990-2001)
- Fernando Ávila Navarro (1969-1975)
- Luis Herrera de la Fuente (1975-1984)
- Enrique Diemecke (1986-1987)
- José Guadalupe Flores (1987-1990)
- Carlos Miguel Prieto (2002-2008)
- Fernando Lozano Rodríguez (2008-2012)
- Lanfranco Marcelletti Jr. (2012-2019)
- Martin Lebel (2020-presente)